# Clase Cleveland
La clase Cleveland de cruceros ligeros de la Armada de Estados Unidos fue una serie de cruceros construidos durante la Segunda Guerra Mundial. Su diseño concibió unos cruceros con una autonomía de crucero significativamente mayor, mejor armamento antiaéreo, mayor protección antitorpedo y mayor capacidad de ataque que las clases de cruceros anteriores
Cincuenta y dos cruceros ligeros fueron proyectados en un principio, pero nueve de ellos fueron reconvertidos a portaaviones ligeros de la clase Independence, y dos de ellos fueron completados en diseños distintos, con superestructuras más compactas y solo una cubierta. Estos dos se les llamaron la clase Fargo. De los 27 cruceros de la clase en servicio, uno (el USS Galveston) fue completado como crucero de misil guiado y cinco fueron después modificados para convertirse en la clase Galveston. El primero de su clase, el USS Cleveland precedió a todos los demás que fueron designados con nombres de ciudades y localidades de Estados Unidos.
La clase Cleveland sirvió principalmente en el teatro de operaciones del Pacífico, especialmente en la Fast Carrier Task Force, pero algunos de ellos también sirvieron en las costas de Europa y África con la Flota del Atlántico. Todos los barcos de la clase, a pesar de los duros combates sufridos en el Atlántico y el Pacífico, sobrevivieron a la guerra. Todos fueron desguazados en 1950, excepto el USS Manchester que permaneció en servicio hasta 1956, y los cruceros con misiles guiados que lo hicieron hasta 1960.

## Características
Crucero de 10 000 t de desplazamiento, 185 m de eslora, 20 m de manga y 7 m de calado; una propulsión de 4 turbinas de vapor con 100 000 shp (velocidad 32,5 nudos); y de armas 12 cañones de 152 mm, 12 cañones de 127 mm, 28 cañones de 40 mm y 10 cañones de 20 mm; 4 aeronaves.

## Unidades
Lista de cruceros ligeros de la clase Cleveland:
- USS Cleveland (CL-55)
- USS Columbia (CL-56)
- USS Montpelier (CL-57)
- USS Denver (CL-58)
- USS Amsterdam (CL-59) completo como CVL-22
- USS Santa Fe (CL-60)
- USS Tallahassee (CL-61) completo como CVL-23
- USS Birmingham (CL-62)
- USS Mobile (CL-63)
- USS Vincennes (CL-64)
- USS Pasadena (CL-65)
- USS Springfield (CL-66)
- USS Topeka (CL-67)
- USS New Haven (CL-76) completo como CVL-24
- USS Huntington (CL-77) completo como CVL-25
- USS Dayton (CL-78) completo como CVL-26
- USS Wilmington (CL-79) completo como CVL-28
- USS Biloxi (CL-80)
- USS Houston (CL-81)
- USS Providence (CL-82)
- USS Manchester (CL-83)
- USS Buffalo (CL-84)
- USS Fargo (CL-85) completo como CVL-27
- USS Vicksburg (CL-86)
- USS Duluth (CL-87)
- USS Newark (CL-88)
- USS Miami (CL-89)
- USS Astoria (CL-90)
- USS Oklahoma City (CL-91)
- USS Little Rock (CL-92) conservado como buque museo
- USS Galveston (CL-93)
- USS Youngstown (CL-94)
- USS Buffalo (CL-99) completo como CVL-29
- USS Newark (CL-100) completo como CVL-30
- USS Amsterdam (CL-101)
- USS Portsmouth (CL-102)
- USS Wilkes-Barre (CL-103)
- USS Atlanta (CL-104)
- USS Dayton (CL-105)